# Оборона Варшави (1939)
Оборона Варшави (8 вересня 1939 — 28 вересня 1939) — битва Другої світової війни між німецькими та польськими військами за столицю Польщі.

## Стратегічне значення Варшави
Польській столиці приділялася важлива роль в оперативних планах німецького командування. Варшава була політико-адміністративним і промисловим центром країни, важливим транспортним вузлом. Із чотирьох залізничних мостів на центральній ділянці Вісли два двосторонніх були у Варшаві. Їх захоплення сильно ускладнювало постачання польських військ та евакуацію мирного населення із західних районів країни. У Варшаві була зосереджена велика кількість промислових підприємств.

## Підготовка до оборони

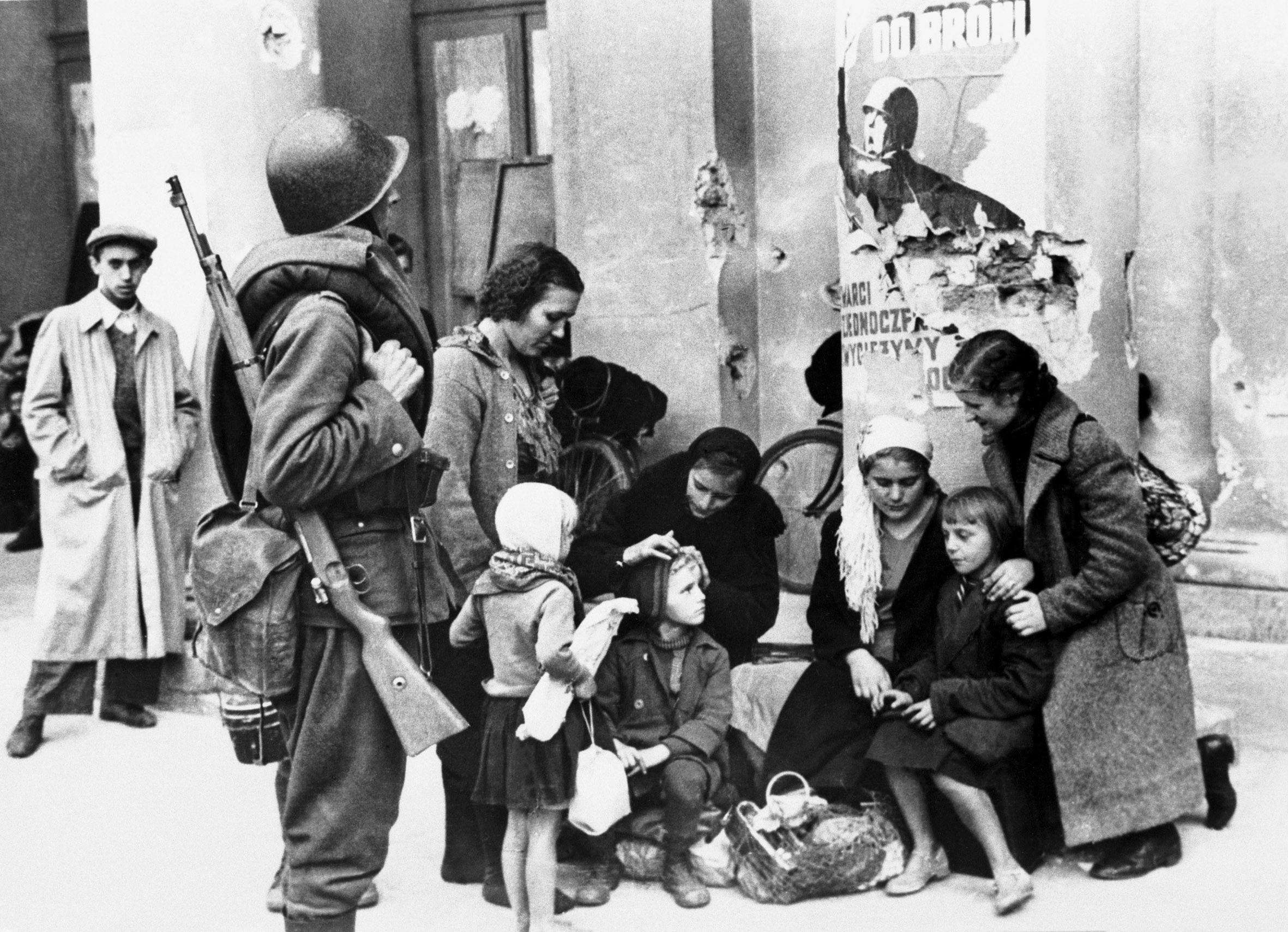
Агітаційний плакат до захисників Варшави (вересень 1939 року)

Наказ про організацію оборони Варшави був відданий військовим міністром Польщі 3 вересня у зв'язку з німецьким проривом в районі Ченстохова. У письмових вказівках командування говорилося, що загроза прориву німецьких танків створює необхідність організувати оборону Варшави з півдня, підготувати оборону мостів і одночасно вжити заходів до їхнього знищення якщо буде потреба. На Середній Віслі створювалося дві ділянки оборони: північна — від Модлина до Дембліна, південна — далі до Сандомира. Оборону Варшави очолив колишній головний комендант прикордонних військ генерал Валеріан Чума. В його розпорядженні було п'ять батальйонів з артилерією.
5 вересня Чума отримав наказ «обороняти варшавські мости до прибуття генералів Кутшеби і Бортновського». Гарнізон Варшави підсилили ще шістьома батальйонами з артилерією. Однак цих сил ледь вистачало навіть для організації оборони міста на захід від Вісли. За наказом Чуми було сформовано ще три піхотних полки для оборони східних районів міста. В той же день в місті почали формувати добровольчі загони цивільної оборони, які в основному займались зведенням барикад на околицях міста. Поступово польська столиця перетворювалася в ізольований бастіон.
Ще з початку війни для прикриття з повітря варшавського оборонного району польське командування призначило авіаційну бригаду, яка налічувала 54 літаки. Однак 6 вересня, у зв'язку з від'їздом Ридз-Смигли в Брест, бригада була знята з оборони Варшави і передислокована до Бреста. Також до Бреста була перекинута частина артилерії ППО міста.

## Бої за Варшаву

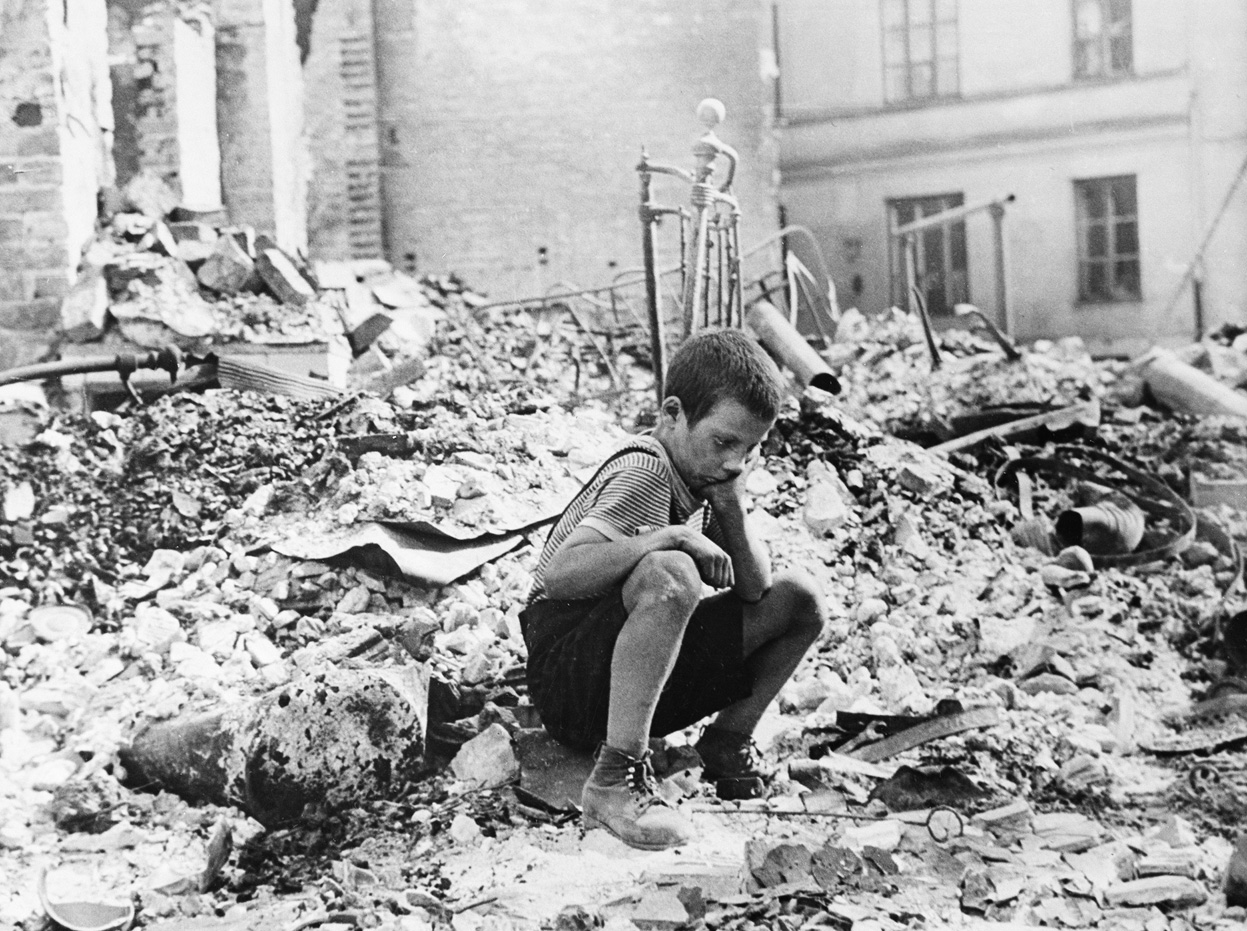
На руїнах Варшави (вересень 1939 року)

Бої за Варшаву почалися 8 вересня. Близько 17 години 4-та танкова дивізія 10-ї німецької армії своїм передовим загоном увірвалася з південного сходу в місто. Силами добровольчих загонів подальше просування німців в центр Варшави було зупинено. Ще кілька спроб танкових проривів 9-10 вересня також не мали успіху. Оцінивши міцність оборони міста та складність ситуації в битві під Бзурою, командуючий групою армій «Південь» відмовився від подальших спроб взяти Варшаву з ходу. Для подальшої облоги міста 4-та танкова дивізія 10-ї армії була 12 вересня змінена 31-ю піхотною дивізією.
8 вересня польське головне командування віддало наказ про створення армії «Варшава», на чолі якої був поставлений генерал Юліуш Руммель — у недавньому минулому командуючий армією «Лодзь». За рішенням головного командування від 10 вересня Варшава ставала особливим самостійним районом оборони.
У результаті просування 3-ї німецької армії через Нарев і Буг до півдня й виходу її частин на східні околиці столиці 14 вересня кільце оточення навколо Варшави замкнулося зі сходу.
15 вересня німецьке командування запропонувало захисникам Варшави в 12-годинний термін здати місто з можливістю евакуації цивільного населення, інакше будуть застосовані масовані повітряні бомбардування. 16 вересня німецький парламентер не був прийнятий, що означало відмову від пропозиції. Однак вже наступного дня, 17 вересня, польське командування у Варшаві спробувало ініціювати переговори щодо евакуації цивільного населення. Відповідь надійшла особисто від Гітлера: 
Евакуацію [цивільного населення] відхилити, строк минув. Вести пропаганду по радіо, у випадку наміру капітулювати повідомити про готовність прийняти парламентерів.
19 вересня командувач 8-ї німецької армії, на яку було покладене завдання взяти місто, віддав наказ про генеральний штурм. З 22 вересня почалося посилене повітряне бомбардування й масований артилерійський обстріл Варшави. 25 вересня в повітряному нальоті на Варшаву взяло участь 1150 літаків Люфтваффе. Всього на польську столицю було скинуто 5818 тонн бомб.
28 вересня командування варшавського гарнізону, вичерпавши всі сили й засоби, які можна було використати для оборони, змушене було підписати акт про капітуляцію.

## Карти бойових дій
|  |  |